# Centurio senex
Il pipistrello dalla faccia rugosa (Centurio senex Gray, 1842) è un pipistrello della famiglia dei fillostomidi, unica specie del genere Centurio (Gray, 1842), diffuso nell'America meridionale.

## Descrizione

### Dimensioni
Pipistrello di piccole dimensioni, con la lunghezza della testa e del corpo tra 54 e 68 mm, la lunghezza dell'avambraccio tra 41 e 45 mm, la lunghezza del piede tra 11 e 15 mm, la lunghezza delle orecchie tra 15 e 17 mm e un peso fino a 26 g.

### Caratteristiche craniche e dentarie
Il cranio è corto e largo, con una scatola cranica alta ma abbastanza stretta, una cresta sagittale ben sviluppata e praticamente privo del rostro. Il palato è corto e molto largo. La bolla timpanica è relativamente corta. Le narici si aprono direttamente in avanti sopra le radici degli incisivi superiori.
Sono caratterizzati dalla seguente formula dentaria:

### Aspetto
Il colore del dorso è bruno-giallastro, mentre le parti ventrali sono più chiare. I singoli peli hanno la base marrone scuro, la parte centrale brunastra e l'estremità giallo-brunastra. Sono presenti delle piccole macchie bianche su ogni spalla ed un collare di lunghi peli biancastri. Il muso è corto, rotondo e privo di peli, ricoperto di formazioni carnose, più marcate nei maschi. Sul mento è presente una grossa piega cutanea biancastra e vellutata, la quale viene sollevata durante il riposo fino a coprire completamente il muso. Nelle femmine è poco sviluppata. Gli occhi sono relativamente grandi, con l'iride dorata. Le orecchie sono lunghe, strette e giallastre, con un lembo di pelle alla base interna e un trago moderatamente lungo. Le membrane alari hanno striature trasversali più chiare in lattice tra il quarto e quinto dito e, meno evidenti, tra il quinto e l'avambraccio. L'uropatagio è esteso e ricoperto di peli. È privo di coda. Le femmine sono leggermente più grandi dei maschi. La sottospecie C.s.greenhalli ha dimensioni esterne e craniche maggiori. Il cariotipo è 2n=28 FN=52.

## Biologia

### Comportamento
Si rifugia tra le piante rampicanti e la densa vegetazione. I maschi riposano singolarmente o in piccoli gruppi di 2-3 individui, mentre le femmine si nascondono tra il fitto fogliame. Durante il riposo la piega facciale viene sollevata fino alla base delle orecchie, coprendo completamente il viso e la fronte, dove una cresta mantiene dei piccoli spiragli che, facendo passando aria, gli permette di respirare. Il suo volo è rapido con movimenti traballanti e talvolta con il corpo posto verticale al terreno. Le attività iniziano subito dopo il tramonto e sono ridotte durante le fasi di luna piena. I maschi emettono un forte odore di muschio dalla pelle sotto il mento, utilizzato probabilmente per attrarre l'altro sesso.

### Alimentazione
Si nutre di frutta, mordendo quella più matura e succhiandone il succo. Le pieghe cutanee sul viso servono molto probabilmente ad indirizzare il succo verso la bocca.

### Riproduzione
Femmine gravide sono state osservate da gennaio ad agosto tranne in maggio, mentre altre in allattamento sono state osservate a febbraio, marzo e agosto. Ciò fa supporre la presenza di diversi periodi di estro. Danno alla luce un piccolo alla volta.

## Distribuzione e habitat
Questa specie è diffusa nell'America centrale, dalle coste orientali ed occidentali del Messico, fino al Venezuela e la Colombia settentrionali. Si trova anche sull'isola di Trinidad.
Vive nelle foreste decidue e sempreverdi fino a 1.400 metri di altitudine. Si trova anche in foreste secche, foreste a galleria, piantagioni e giardini. Sembra adattarsi agli ambienti molto disturbati, come i parchi cittadini e le boscaglie vicino a canneti.

## Tassonomia
Sono state riconosciute 2 sottospecie:
- C.s.senex: Coste orientali e occidentali del Messico, penisola dello Yucatán, Guatemala, Honduras, Belize, Nicaragua, El Salvador, Costa Rica, Panama, Colombia e Venezuela settentrionali;
- C.s.greenhalli (Paradiso, 1967): Isola di Trinidad.

## Conservazione
La IUCN Red List, considerato il vasto areale e la popolazione numerosa, classifica C.senex come specie a rischio minimo (Least Concern)).